# 瑞宝寺公園
瑞宝寺公園（ずいほうじこうえん）は、兵庫県神戸市北区の有馬温泉郷にある都市公園。温泉街の最高部（標高500m）に位置する。紅葉の名所として知られている。

## 概要
明治初期に廃寺になった黄檗宗瑞宝寺の跡地を、神戸市が1951年に公園として整備した。
歴史的には、豊臣秀吉も有馬をたびたび訪れていた。秀吉が「いくら見ても飽きない」などと瑞宝寺の紅葉を気に入ったという故事から、この地の紅葉には「日暮しの庭」、「錦繍谷」の別称がある。また秀吉が囲碁を打ったとされる石の碁盤も、公園内に残されている。
旧瑞宝寺の山門は、1868年に京都の伏見桃山城から移築されたもので、1976年に神戸市によって保存修復されている。
公園内には、小倉百人一首にも詠まれている和歌「有馬山猪名の笹原風吹けばいでそよ人を忘れやはする」（大弐三位）の歌碑がある。また毎年11月2日・3日には「有馬大茶会」が公園内で開かれる。

## 園内
- 旧瑞宝寺山門 - 伏見桃山城より移築
- 十三重石塔 - 江戸時代後期建築、黄檗宗第25代華頂文秀が建立
- 瑞宝寺歴代の塔
- 紅葉茶屋
- 石の碁盤 - 豊臣秀吉が愛用したと伝わる
- 大鼓滝

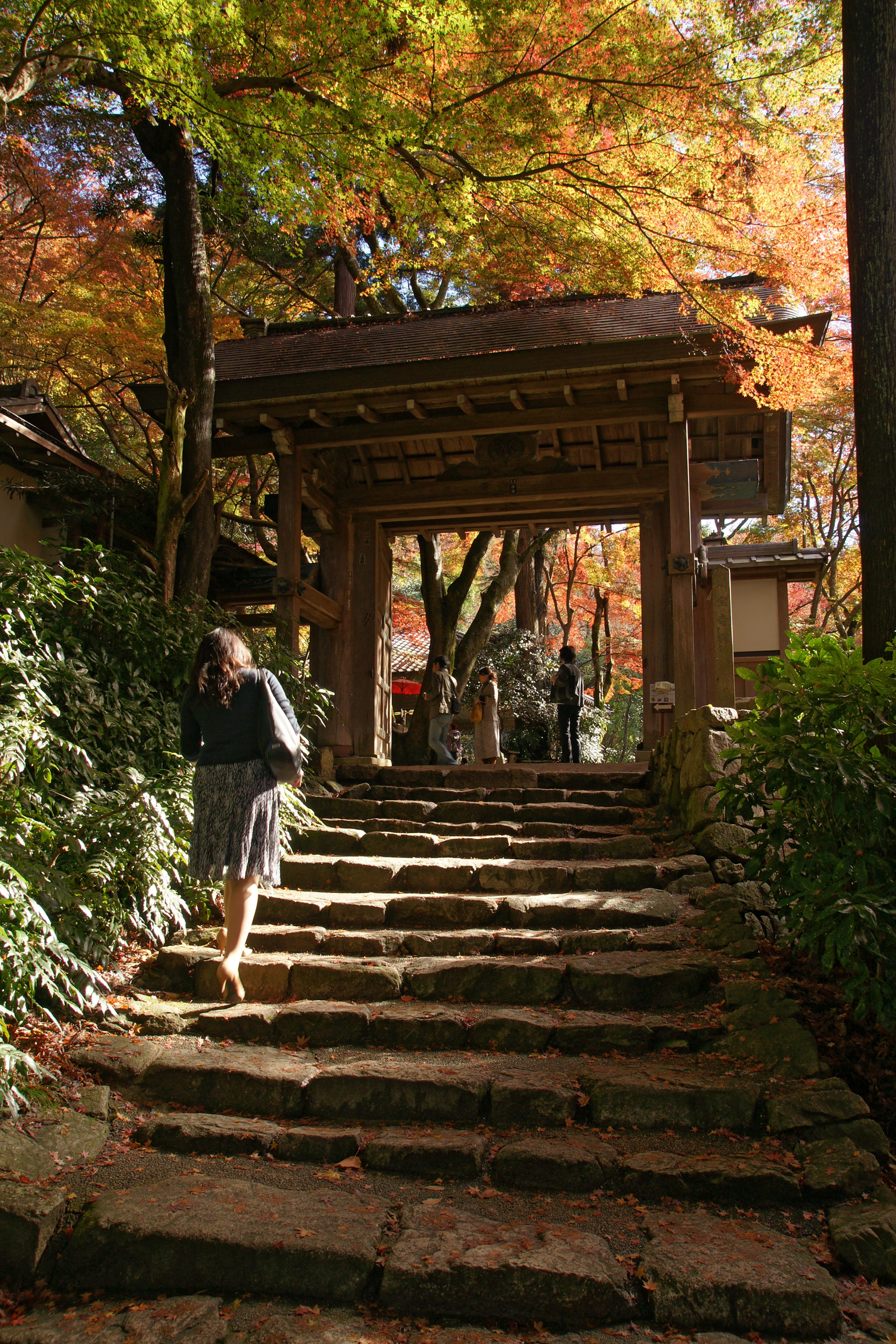
旧瑞宝寺山門
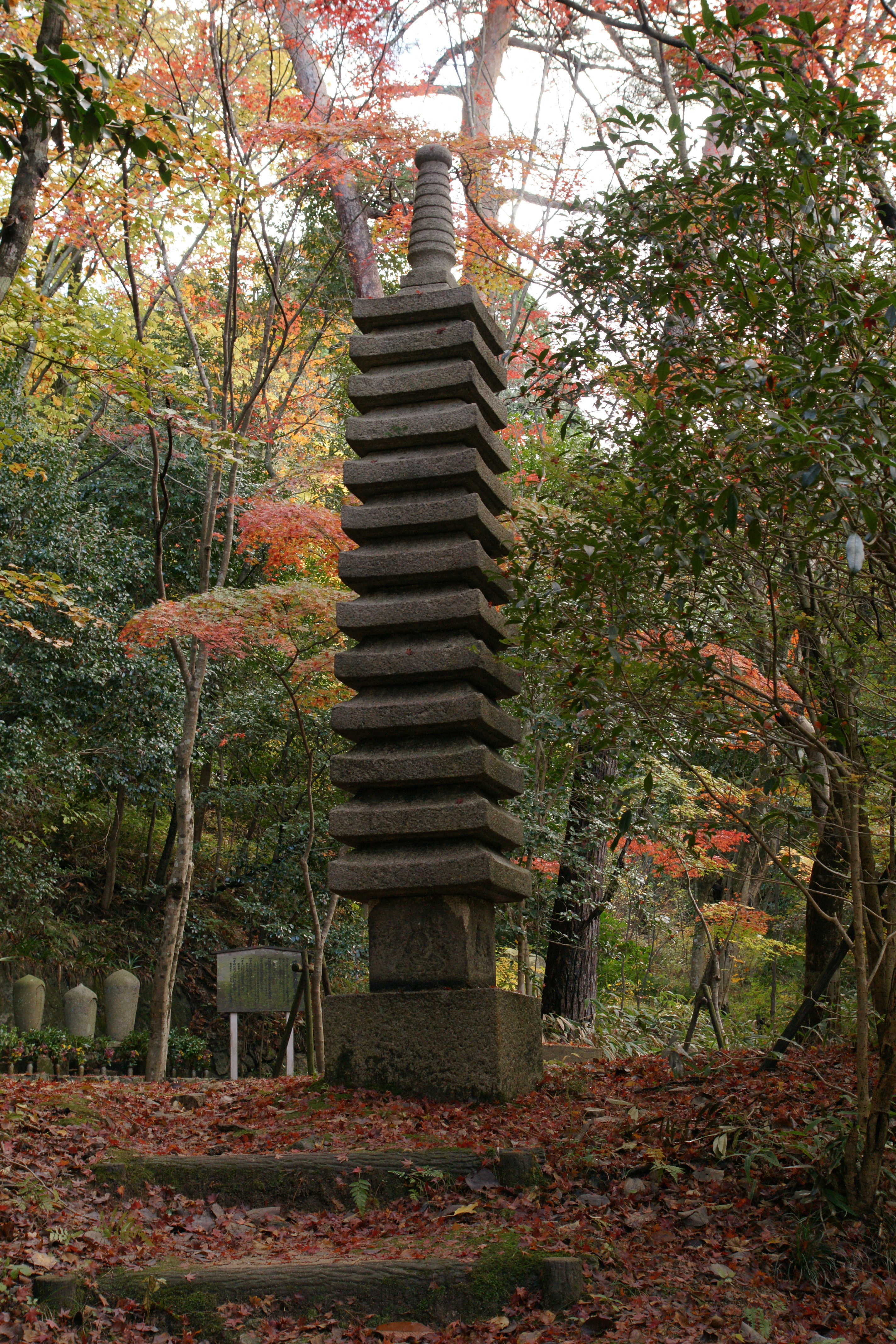
十三重石塔
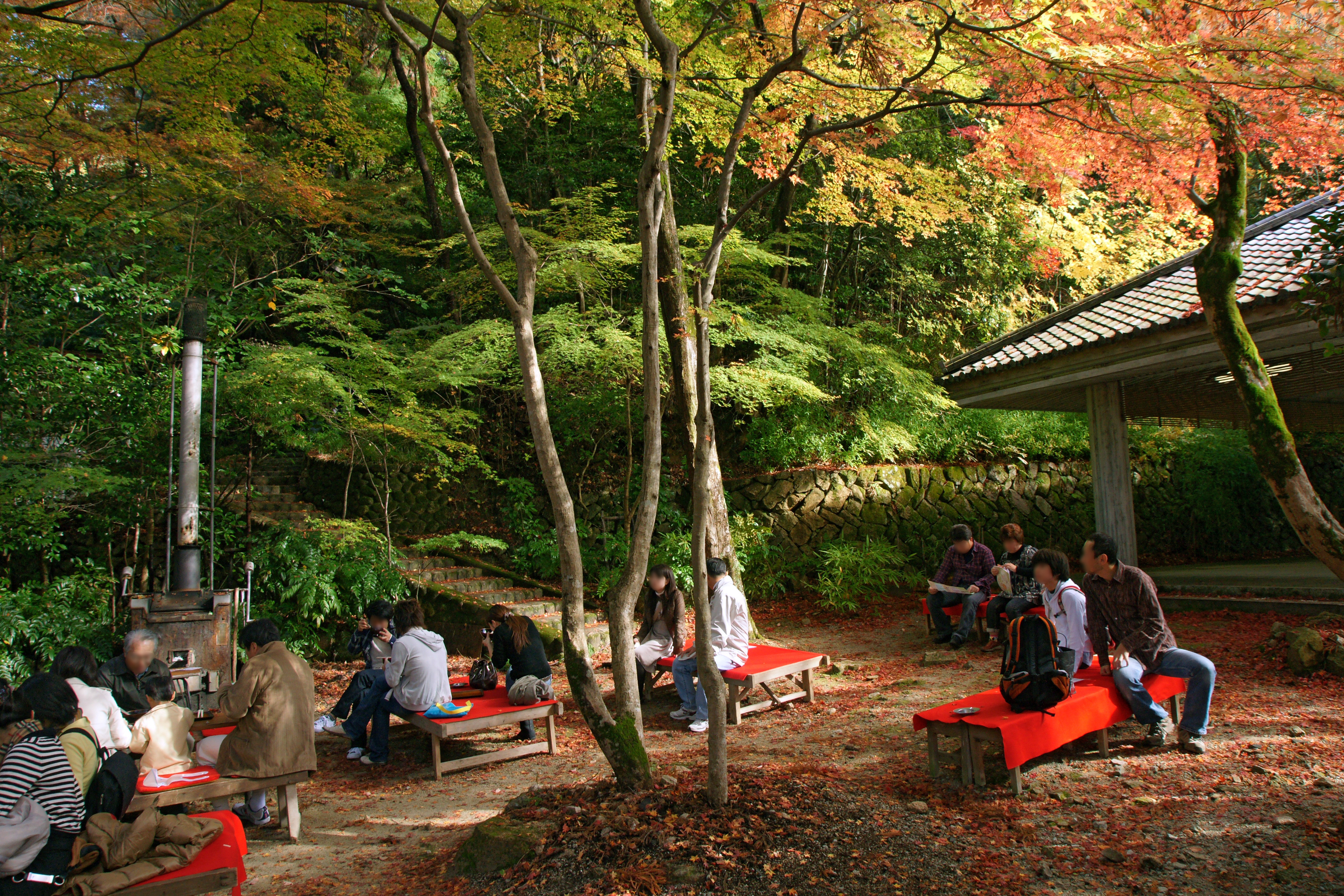
紅葉茶屋前
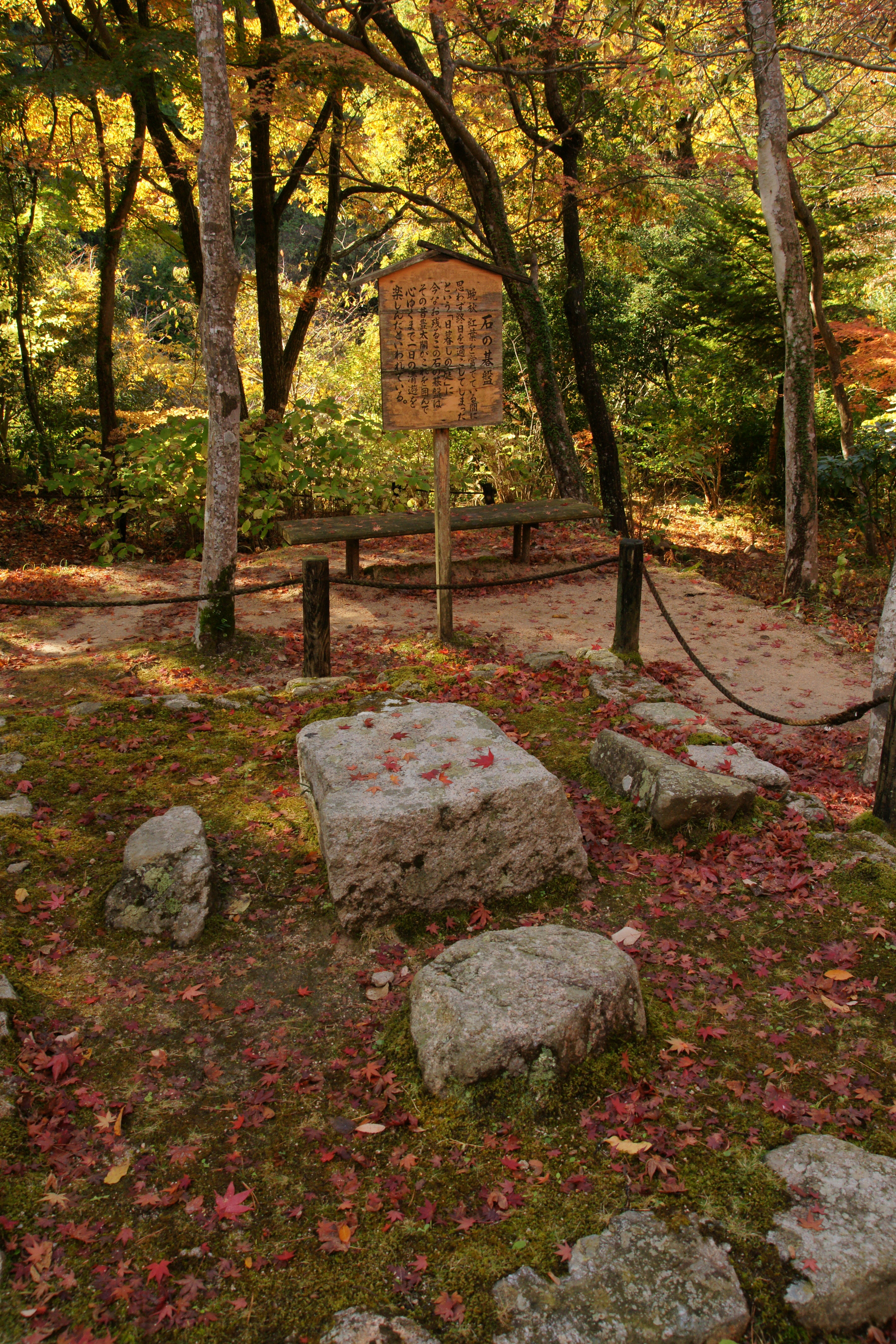
石の碁盤

## 交通アクセス
- 神戸電鉄有馬線 有馬温泉駅 徒歩15分（南東へ約1km）